# 紀の里農業協同組合
紀の里農業協同組合（きのさとのうぎょうきょうどうくみあい、JA紀の里）は、和歌山県紀の川市上野に本所を置いていた農業協同組合。

## 概要
1992年10月1日に、旧岩出町を除く那賀郡内にあった打田町農業協同組合、粉河町農業協同組合、那賀町農業協同組合、桃山町農業協同組合、貴志川町農業協同組合の5農協が合併して発足した。当初、那賀郡岩出町にあった岩出町農業協同組合（後の岩出市農業協同組合）は参加していなかったが、2008年4月1日付けで合併した。
JA紀の里は和歌山県内における農協の広域合併第一号であった（なお、翌年にはJAわかやまが誕生している。）。
また、2000年11月3日にはめっけもん広場（大型農産物直売所）を開設し、既存の5直売所と「道の駅 根来さくらの里」と合わせて生・消交流の拠点としている。
2025年4月1日に、紀の里農業協同組合を含む和歌山県内の全8農協が合併し、和歌山県農業協同組合が発足。

## 事業内容
- 指導事業
- 経済事業
- 信用事業
- 共済事業
- 利用事業
- 加工事業

## 事業区域
- 和歌山県紀の川市・岩出市

## 拠点

### 本所・各部
- 本所
  - 〒649-6494 和歌山県紀の川市上野12番地の5

### 支所
- 打田支所
  - 〒649-6417 和歌山県紀の川市西大井326番地
- 那賀支所
  - 〒649-6631 和歌山県紀の川市名手市場310番地
- 粉河支所
  - 〒649-6531 和歌山県紀の川市粉河413番地
- 桃山支所
  - 〒649-6124 和歌山県紀の川市桃山町市場189番地
- 貴志川支所
  - 〒640-0412 和歌山県紀の川市貴志川町上野山142番地
- 岩出支所
  - 〒649-6232 和歌山県岩出市荊本20番地

## 主な産物
- 桃
- 柿
- キウイ
- みかん
- 八朔
- ナシ
- イチゴ
- イチジク
- ウメ
- スモモ

- キュウリ
- ナス
- トマト
- エンドウ
- タマネギ

- 米
- シャクヤク
- スプレー菊
- バラ